# アルナ矢野特車

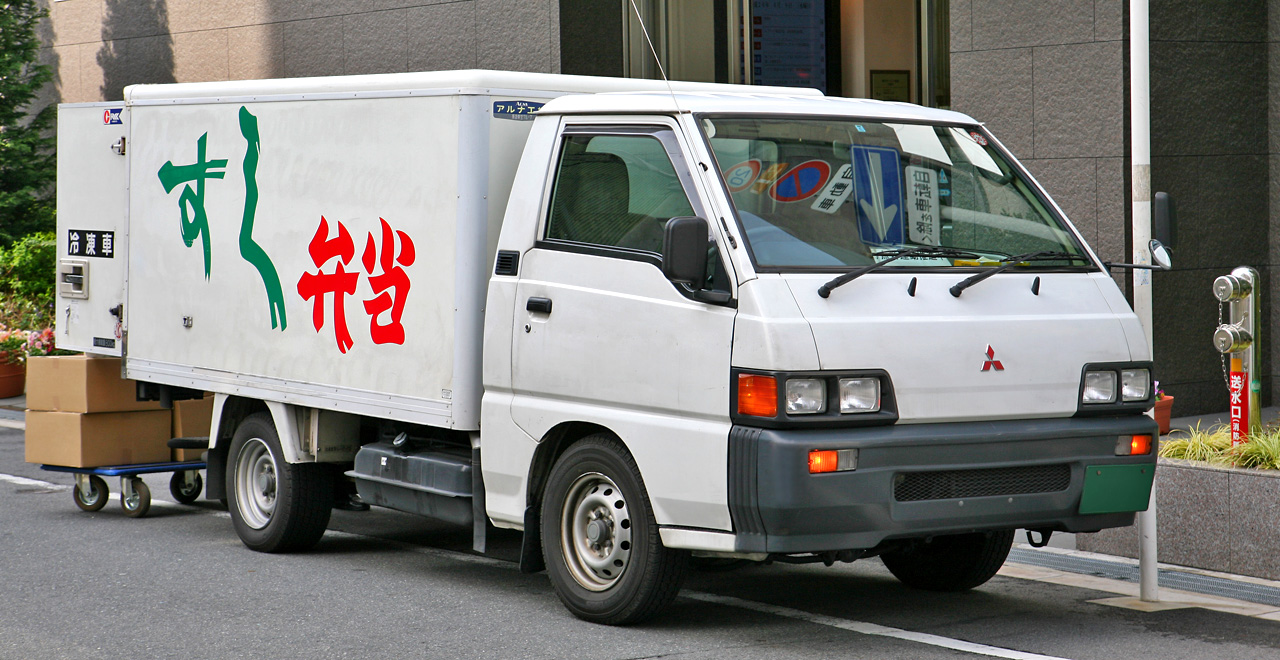
小型冷凍ボデー
写真はアルナ工機時代の製品を架装した三菱・デリカ

株式会社アルナ矢野特車（アルナやのとくしゃ、英: Alna Yano Special Purpose Vehicle CO.,LTD.）は、陸上輸送用の冷凍車に搭載するための冷凍庫（バンボデー）や路面清掃車などを製造するメーカーである。本社は滋賀県米原市村居田。本店所在地は福岡県糟屋郡新宮町。
2002年4月1日のアルナ工機の事業別分社化に伴い、バンボデー事業部門を継承する会社として設立された。設立当初の社名は「アルナバン株式会社」であったが、2005年4月1日に現社名に変更された。
設立当初は阪急電鉄の子会社であったが、2003年6月1日に矢野特殊自動車に営業権を譲渡し、現在は同社の完全子会社となっている。